# Тітус Буберник
Тітус Буберник (словац. Titus Buberník; 12 жовтня 1933, Пусте Уляни, Чехословаччина — 27 березня 2022) — чехословацький футболіст та тренер, виступав на позиції півзахисника. Отримав репутацію джентльмена на футбольному полі (протягом кар'єри гравця жодного разу не отримував червоної картки).

## Клубна кар'єра
Вихованець клубу «Слован» (Братислава), у молодіжній команді якої виступав з 1946 по 1951 рік. На дорослому рівні дебютував у футболці ВСС (Кошиці). Захищав кольори цього клубу з 1953 по 1956 рік. Свої найкращі роки (1956—1968) провів у команді ЧХ (Братислава). У сезоні 1958/59 років ставав чемпіоном Чехословаччини. Останні два роки футбольної кар'єри провів в австрійському ЛАСК (Лінц).
У 1959 році став першим словацьким футболістом, який потрапив до списку кандидатів на «Золотий м'яч» (посів 17-е підсумкове місце).
По завершенні футбольної кар'єри тренував клуби «Інтер» (Братислава), «Трнавка» (Братислава), «Слован» (Відень-Трнавка) та «Спартак» (Кабло-Кладно).

## Кар'єра в збірній
Тітус Буберник потрапив до заявки збірної Чехословаччини на чемпіонат світу 1958 незважаючи на те, що на той момент не мав досвіду виступів за національну команду. Футболіст дебютував у збірній 17 червня 1958 року в додатковому матчі групового турніру чемпіонату світу з командою Північної Ірландії. У складі збірної Буберник зіграв 6 матчів у відбірковому турнірі до першого чемпіонату Європи. У відбірковому матчі, зіграний 10 травня 1959 роки півзахисник забив свій перший гол за збірну, вразивши ворота ірландця Джиммі О'Ніла. Надалі під час кваліфікаційного турніру Тітус Буберник ще чотири рази забивав м'ячі, по 2 рази відзначившись у зустрічах з командами Данії та Румунії. В рамках фінального турніру чемпіонату Європи 1960 футболіст взяв участь в обох матчах своєї команди. Також потрапив до збірної Всіх зірок цього турніру
У відбірковому турнірі до чемпіонату світу 1962 Тітус Буберник провів 1 матч, знову потрапив в заявку збірної на фінальну частину турніру, але в Чилі жодного разу на поле не виходив.
Востаннє за національну команду Буберник виступав 3 листопада 1963 року в товариському матчі зі збірною Югославії.

## Особисте життя
У 1965 році Буберник отримав ступінь доктора права в університеті Коменського в Братиславі.
Його онука, Вірджинія Бубернікова, відома виступами в проєкті SuperStar 2013.

## Досягнення
ЧХ (Братислава)
- Перша ліга Чехословаччини
  -  Чемпіон (1): 1958/59

збірна Чехословаччини
- Чемпіонат Європи
  -  Бронзовий призер (1): 1960
- Чемпіонат світу
  -  Срібний призер (1): 1962